# Zora (Rapperin)
Zora (* 17. Oktober 1974 als Bianca Angela Litscher; eigene Schreibweise ZORA) ist eine Schweizer Rapperin und Graffiti-Künstlerin aus Luzern. Sie ist ausgebildete Grafikerin und ehemalige Redakteurin des internationalen Hip-Hop-Magazins Make it better. 1989 kam Zora über Graffiti zur Rap-Musik.

## Graffiti
Wie auch die deutsche Rapperin Cora E. fand Zora den Zugang zu Hip-Hop und Rap über Graffiti. Seit ihrer Kindheit interessierte sie sich für Comics, Farben und Formen. Sie begann mit Zeichnungen auf Papier und verbreitete ihre Kunst anschliessend im öffentlichen Raum in ihrer Region und später europaweit. Mit den beiden Schweizer Writern Shark und Mate war sie für einige Zeit Teil der internationalen Graffiti-Crew Stick Up Kids, der unter anderem die beiden deutschen Graffiti-Künstler DAIM und Can2 angehören. Sie konnte zwei Jahre lang von legalen Graffiti-Aufträgen und von ihr geleiteten Graffiti-Workshops leben. Ausserdem wurden ihre Kunstwerke in zahlreichen Ausstellungen neben Arbeiten von HR Giger ausgestellt.
ZORA machte ihre künstlerische Leidenschaft zum Beruf.
Von 1992 bis 1993 besuchte sie die Unabhängige Schule für Gestaltung Farbmühle in Luzern, von 1994 bis 1995 die Schule für Gestaltung Zürich und machte von 1996 bis 2000 eine Grafiklehre bei dem Luzerner Grafikatelier Ultralounge.
Als ausgebildete Grafikerin gestaltete sie Artworks, Logos und Covers für ihr HipHop-Projekt Wrecked Mob und andere Künstler.
2006: Nach ihrer Arbeit für Mutabor Design in Hamburg zog sie wieder nach Luzern, wo sie als Grafik-Designerin und Illustratorin für eine Internetagentur arbeitet. Außerdem ist sie als VJ Suki Bamboo Teil des VJ & DJ – Kollektivs Freeground.

## Rap
Von 1992 bis 2001 war ZORA Mitglied bei den HipHop-Projekten Adrenalin, Wrecked Mob und AOH Family.
Bis 2001 konnte man ZORA auf drei deutschen Veröffentlichungen hören: 1998 auf dem Album Solo von Thomas D., 1999 auf dem Album Genuine Draft von DJ Thomilla und 2001 auf der Compilation Ladies First – A Collection of Female Artists.
2002 veröffentlichte ZORA ihr Soloalbum Z-A, beim Schweizer Label Wrecked Records. Sie rappte dort auf Hochdeutsch, bis auf einige versteckte Bonustracks, die in Mundart gerappt wurden. Auf Z-A verzichtete ZORA auf die Zusammenarbeit mit Rapkollegen.
Im selben Jahr leistete ZORA mit dem Lied Strandgut einen Beitrag zu dem Album «LP, nicht vollständig» des Hamburger Produzenten I.L.L. Will. Und auch zu der ersten reinen Frauen-Compilation der Schweizer Hip-Hop-Szene, dem Sheheilig-Tape, trug Zora das Lied Keep on bei.

## Diskografie
- 1993 – sesch uesi sach (Track auf dem Schweizer Hip-Hop-Sampler Fresh Stuff 3)
- 1998 – Weltenläufer  feat. auf Thomas D.s Album Solo
- 1998 – Chill (mit der AOH-Family, Gemeinschaftstrack Queen of the City mit Cora E.)
- 1998 – Mission Possible (mit dem Wrecked Mob)
- 1999 – Staffellauf Track auf DJ Thomillas Album Genuine Draft
- 2001 – Queen of the City (s. o.) wird in Deutschland auf der Compilation Ladies first – A Collection of Female Artists veröffentlicht, Deck 8 / Zomba
- 2000 – Läbenslauf (mit dem Wrecked Mob)
- 2002 – Strandgut Track auf ILL Wills Album LP, nicht vollständig
- 2002 – Z-A
- 2002 – Bushtrommelslang (Maxi)
- 2002 – Feuerlöscher (Maxi)
- 2002 – Keep on Track auf dem Sheheilig-Tape
- 2002 – Wer Isches? Track auf Spoomans Album Casino